# Frankenstein all'italiana
Frankenstein all'italiana, conosciuto anche con il titolo Prendimi, straziami, che brucio di passion!, è un film commedia italiano del 1975, diretto da Armando Crispino al suo ultimo lavoro per il cinema.

## Trama
Il dottor Frankenstein fa arrivare Janet nel suo castello per sposarsi, ma la cerimonia nuziale è interrotta dall'arrivo del mostro creato da lui che si riduce in tanti pezzi.
Frankenstein lo riassembla ma il mostro ha prorompenti tendenze erotiche nei confronti di Janet e poi di Alice.
Igor sistemerà le cose, anche lui traendone beneficio dalle ragazze.

## Distribuzione
Il film è stato distribuito nelle sale italiane a partire dal 22 novembre 1975. È stato inoltre distribuito in Germania Ovest con il titolo Casanova Frankenstein, dal 23 luglio 1976, e in Francia come Plus moche que Frankenstein tu meurs. Il film inoltre è noto con il titolo internazionale di Frankenstein: Italian Style.